# La Ribera Shopping
Ribera Shopping es un centro comercial ubicado en la ciudad de Santa Fe, provincia de Santa Fe, Argentina. Fue inaugurado el 15 de octubre de 2008, y tiene un área construida de 25.500 m², ocupado por 91 tiendas y quince góndolas y stands. Además, tiene una tienda ancla, un complejo Cinemark con siete salas de cine, uno de los tres McDonald's de la ciudad, un patio de comidas, un local de juegos y centro cultural. Además, hay WiFi libre en todo el centro comercial y se encuentra a tres cuadras de la peatonal San Martín.
Es parte del complejo Puerto Ribera, que también incluye el Casino Santa Fe, el Hotel Los Silos y el Centro de Convenciones Los Maderos.
Se encuentra en el Dique 1 del puerto de Santa Fe, y conserva la estructura original de los galpones estibadores del ferrocarril, que eran usados antiguamente en la ciudad.

## Locales
Estos son los locales que están dentro del centro comercial:
| Logo | Nombre                     | Tipo                    | Horarios                                                                                |
| ---- | -------------------------- | ----------------------- | --------------------------------------------------------------------------------------- |
|      | Almundo.com                | Viajes                  | Lunes a domingos: 10:00 a 22:00                                                         |
|      | Angus Express              | Gastronomía             | Lunes a domingos: 10:00 a 22:00                                                         |
|      | Balloon City               | Gastronomía             | Domingos a jueves: 10:00 a 2:00. Viernes, sábados y vísperas de feriados: 10:00 a 3:00  |
|      | Café Martínez              | Gastronomía             | Domingos a jueves: 10:00 a 2:00. Viernes, sábados y vísperas de feriados: 10:00 a 3:00  |
|      | Caro Cuore                 | Indumentaria y calzados | Lunes a domingos: 10:00 a 22:00                                                         |
|      | Cecchini                   | Marroquinería           | Lunes a domingos: 10:00 a 22:00                                                         |
|      | Charlies                   | Gastronomía             | Domingos a jueves: 10:00 a 2:00. Viernes, sábados y vísperas de feriados: 10:00 a 3:00  |
|      | Cheeky                     | Indumentaria y calzados | Lunes a domingos: 10:00 a 22:00                                                         |
|      | Chopería Santa Fe          | Gastronomía             | Domingos a jueves: 10:00 a 2:00. Viernes, sábados y vísperas de feriados: 10:00 a 3:00  |
|      | Chilly's Store             | Accesorios              |                                                                                         |
|      | Cinemark                   | Entretenimiento         | Domingos a jueves: 10:00 a 2:00. Viernes, sábados y vísperas de feriados: 10:00 a 3:00  |
|      | Citroën                    | Automóviles             | Lunes a domingos: 10:00 a 22:00                                                         |
|      | Coinauto                   | Automóviles             | Lunes a domingos: 10:00 a 22:00                                                         |
|      | Como quieres que te quiera | Indumentaria y calzados | Lunes a domingos: 10:00 a 22:00                                                         |
|      | Cortassa                   | Perfumería              | Lunes a domingos: 10:00 a 22:00                                                         |
|      | Devre                      | Indumentaria y calzados | Lunes a domingos: 10:00 a 22:00                                                         |
|      | El Cielo                   | Indumentaria y calzados | Lunes a domingos: 10:00 a 22:00                                                         |
|      | El Rubí                    | Joyería                 | Lunes a domingos: 10:00 a 22:00                                                         |
|      | Fiat                       | Automóviles             | Lunes a domingos: 10:00 a 22:00                                                         |
|      | Footy                      | Accesorios              | Lunes a domingos: 10:00 a 22:00                                                         |
|      | Freddo                     | Gastronomía             | Domingos a jueves: 10:00 a 2:00. Viernes, sábados y vísperas de feriados: 10:00 a 3:00  |
|      | Funny Ville                | Gastronomía             | Domingos a jueves: 10:00 a 2:00. Viernes, sábados y vísperas de feriados: 10:00 a 3:00  |
|      | Galeota                    | Joyería/Relojería       | Lunes a domingos: 10:00 a 22:00                                                         |
|      | Gola                       | Indumentaria y calzados | Lunes a domingos: 10:00 a 22:00                                                         |
|      | Grimoldi                   | Indumentaria y calzados | Lunes a domingos: 10:00 a 22:00                                                         |
|      | Grisino                    | Indumentaria y calzados | Lunes a domingos: 10:00 a 22:00                                                         |
|      | Guapaletas                 | Gastronomía             | Lunes a domingos: 10:00 a 22:00                                                         |
|      | Happy Shop                 | Regaleria               | Lunes a domingos: 10:00 a 22:00                                                         |
|      | Havanna                    | Gastronomía             | Domingos a jueves: 10:00 a 2:00. Viernes, sábados y vísperas de feriados: 10:00 a 3:00  |
|      | Inside                     | Indumentaria y calzados | Lunes a domingos: 10:00 a 22:00                                                         |
|      | Isadora                    | Accesorios              | Lunes a domingos: 10:00 a 22:00                                                         |
|      | Johnny B. Good             | Gastronomía             |                                                                                         |
|      | Kevingston                 | Indumentaria y calzados | Lunes a domingos: 10:00 a 22:00                                                         |
|      | La Martina                 | Indumentaria y calzados | Lunes a domingos: 10:00 a 22:00                                                         |
|      | Lacoste Pengüin            | Indumentaria y calzados | Lunes a domingos: 10:00 a 22:00                                                         |
|      | Lady Comfort               | Indumentaria y calzados | Lunes a domingos: 10:00 a 22:00                                                         |
|      | Legacy                     | Indumentaria y calzados | Lunes a domingos: 10:00 a 22:00                                                         |
|      | Levi's                     | Indumentaria y calzados | Lunes a domingos: 10:00 a 22:00                                                         |
|      | LuxorGas                   | Electrónica             | Lunes a domingos: 10:00 a 22:00                                                         |
|      | María Cher                 | Indumentaria y calzados | Lunes a domingos: 10:00 a 22:00                                                         |
|      | Markova                    | Indumentaria y calzados | Lunes a domingos: 10:00 a 22:00                                                         |
|      | McCafé                     | Gastronomía             | Domingos a jueves: 10:00 a 2:00. Viernes, sábados y vísperas de feriados: 10:00 a 3:00. |
|      | McDonald's                 | Gastronomía             | Domingos a jueves: 10:00 a 2:00. Viernes, sábados y vísperas de feriados: 10:00 a 3:00  |
|      | McDonald's Sundae          | Gastronomía             | Domingos a jueves: 10:00 a 2:00. Viernes, sábados y vísperas de feriados: 10:00 a 3:00  |
|      | Merengo                    | Gastronomía             | Domingos a jueves: 10:00 a 2:00. Viernes, sábados y vísperas de feriados: 10:00 a 3:00  |
|      | Mimo & Co                  | Indumentaria y calzados | Lunes a domingos: 10:00 a 22:00                                                         |
|      | Mostaza                    | Gastronomía             | Domingos a jueves: 10:00 a 2:00. Viernes, sábados y vísperas de feriados: 10:00 a 3:00  |
|      | Movistar                   | Telefonía móvil         | Lunes a domingos: 10:00 a 22:00                                                         |
|      | Musimundo                  | Electrónica             | Lunes a domingos: 10:00 a 22:00                                                         |
|      | Nasa                       | Indumentaria y calzados | Lunes a domingos: 10:00 a 22:00                                                         |
|      | Nextel                     | Telefonía móvil         | Lunes a domingos: 10:00 a 22:00                                                         |
|      | Open Candy                 | Golosinas               | Lunes a domingos: 10:00 a 22:00                                                         |
|      | Pacú Restó                 | Gastronomía             | Domingos a jueves: 10:00 a 2:00. Viernes, sábados y vísperas de feriados: 10:00 a 3:00  |
|      | Paruolo                    | Indumentaria y calzados | Lunes a domingos: 10:00 a 22:00                                                         |
|      | Paula Cahen D'Anvers       | Indumentaria y calzados | Lunes a domingos: 10:00 a 22:00                                                         |
|      | Peugeot                    | Automóviles             | Lunes a domingos: 10:00 a 22:00                                                         |
|      | Pizzico                    | Juguetería              | Lunes a domingos: 10:00 a 22:00                                                         |
|      | PlayLand Park              | Entretenimiento         | Lunes a domingos: 10:00 a 22:00                                                         |
|      | Prototype                  | Indumentaria y calzados | Lunes a domingos: 10:00 a 22:00                                                         |
|      | Prüne                      | Indumentaria y calzados | Lunes a domingos: 10:00 a 22:00                                                         |
|      | Questa Pizza               | Gastronomía             | Domingos a jueves: 10:00 a 2:00. Viernes, sábados y vísperas de feriados: 10:00 a 3:00  |
|      | Rapsodia                   | Indumentaria y calzados | Lunes a domingos: 10:00 a 22:00                                                         |
|      | Red Sport                  | Deportes                | Lunes a domingos: 10:00 a 22:00                                                         |
|      | Renault                    | Automóviles             | Lunes a domingos: 10:00 a 22:00                                                         |
|      | Rush Town                  | Indumentaria y calzados | Lunes a domingos: 10:00 a 22:00                                                         |
|      | Sabor Gourmet              | Gastronomía             | Domingos a jueves: 10:00 a 2:00. Viernes, sábados y vísperas de feriados: 10:00 a 3:00  |
|      | Safari Tour                | Entretenimiento         | Lunes a domingos: 10:00 a 22:00                                                         |
|      | Santander Río              | Cajero                  |                                                                                         |
|      | Simmons                    | Colchones/Sommiers      | Lunes a domingos: 10:00 a 22:00                                                         |
|      | Sooplo Mistral             | Indumentaria y calzados | Lunes a domingos: 10:00 a 22:00                                                         |
|      | Subway                     | Gastronomía             | Lunes a domingos: 10:00 a 22:00                                                         |
|      | Swatch                     | Relojería               | Lunes a domingos: 10:00 a 22:00                                                         |
|      | Sweet                      | Indumentaria y calzados | Lunes a domingos: 10:00 a 22:00                                                         |
|      | Telecom Personal           | Telefonía móvil         | Lunes a domingos: 10:00 a 22:00                                                         |
|      | The Bag Belt               | Indumentaria y calzados | Lunes a domingos: 10:00 a 22:00                                                         |
|      | The Best                   | Videojuegos             | Lunes a domingos: 10:00 a 22:00                                                         |
|      | Todo Moda                  | Accesorios              | Lunes a domingos: 10:00 a 22:00                                                         |
|      | Tucci                      | Indumentaria y calzados | Lunes a domingos: 10:00 a 22:00                                                         |
|      | Urbano Design              | Electrónica             | Lunes a domingos: 10:00 a 22:00                                                         |
|      | Vandalia                   | Deportes                | Lunes a domingos: 10:00 a 22:00                                                         |
|      | Vitamina Uma               | Indumentaria y calzados | Lunes a domingos: 10:00 a 22:00                                                         |
|      | Wanama                     | Indumentaria y calzados | Lunes a domingos: 10:00 a 22:00                                                         |
|      | Wrangler Lee               | Indumentaria y calzados | Lunes a domingos: 10:00 a 22:00                                                         |
|      | XL Extra Large             | Indumentaria y calzados | Lunes a domingos: 10:00 a 22:00                                                         |
|      | Yenny                      | Librería                | Lunes a domingos: 10:00 a 22:00                                                         |
|      | Yotella Kinder             | Golosinas               | Lunes a domingos: 10:00 a 22:00                                                         |
|      | Zoe Wild                   | Indumentaria y calzados | Lunes a domingos: 10:00 a 22:00                                                         |